# Félix Hernández Giménez
Félix Hernández Giménez (Barcelona; 21 de junio de 1889 - Córdoba; 17 de mayo de 1975) fue un arquitecto español.

## Biografía
Nació en 1889 en Barcelona, adonde su padre, Tomás Hernández García, se trasladó desde Caracas, Venezuela. En 1906 ingresaba en la Escuela Superior de Arquitectura de su ciudad natal, siendo decisivas las conferencias realizadas por el arquitecto José Pijoán, lo que le llevó a obtener el título de Arquitecto en 1913 y en ella realiza su primer proyecto. Tres años más tarde ejerce como arquitecto municipal en Soria con tan solo 23 años, donde además contrae matrimonio con Victoria Sanz Legaz y se acerca por primera vez a la arqueología con la configuración del plano de las ruinas numantinas. Más tarde ejerce de arquitecto en Linares, para marchar definitivamente a Córdoba, donde desarrolla su actividad más fructífera hasta el final de sus días. A su condición de arquitecto hay que unir la de conservador de monumentos y arabista, facetas que otorgan a su figura un enorme atractivo desde diferentes ángulos. Murió en Córdoba, el 17 de mayo de 1975.
Además de arquitecto, tuvo los siguientes reconocimientos: Doctor honoris causa por la Universidad de Berlín y la Universidad de Granada; Académico Numerario de la Real Academia de Córdoba; Correspondiente de la Real Academia de la Historia, de la Real Academia de Bellas Artes de San Fernando, y de la Real Academia de Buenas Letras de Barcelona; Miembro del Instituto Arqueológico Alemán; Medalla de Oro de Bellas Artes y del Colegio de Arquitectos de Córdoba, además de diversas condecoraciones españolas y extranjeras como la Encomienda de la Orden de Alfonso X El Sabio.

## Obras arquitectónicas

### Soria

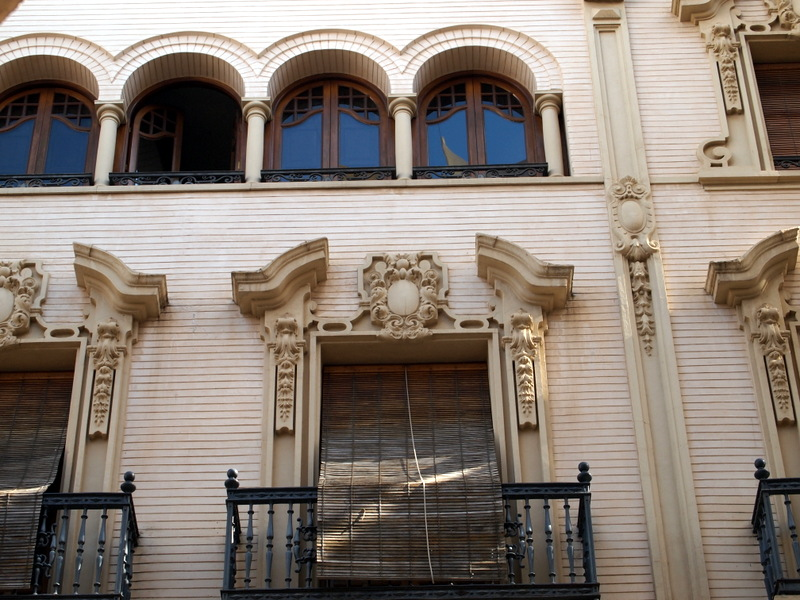
Casa de Hoces Losada (1925), ubicada en calle Concepción de Córdoba (España).

En Soria se puso al frente del antiguo Mercado de Abastos, redactó el proyecto de la Casa de la Autopsia del Hospital Provincial y se ocupó de la elevación de las aguas desde el río Duero. En 1914 realiza, por encargo particular, el edificio de la calle Estudios, 4, para el comerciante Pedro Llorente. El edificio es uno de los escasos ejemplos de arquitectura modernista en la ciudad, claramente influido por las obras de Josep Puig i Cadafalch (Casa Amatller) y de Juan Rubió (Casa Roviralta).  

### Córdoba
Durante la década de 1920 desarrolla su actividad más interesante como constructor y arquitecto. Córdoba le debe un abundante muestrario de casas de viviendas que responden a la estética del regionalismo neobarroco, entre las que destacan las del paseo del Gran Capitán, la casa Hoces Losada de calle Concepción, ambas de 1925, y la casa Colomera en la plaza de las Tendillas, de 1928. Sus formas se basan en las del barroco local del siglo XVIII, extrayendo de ellas un carácter netamente cordobés, capaz de equipararse con el neobarroco sevillano y con el madrileño, sin renunciar a ciertos guiños emparentados con el secesionismo vienés.

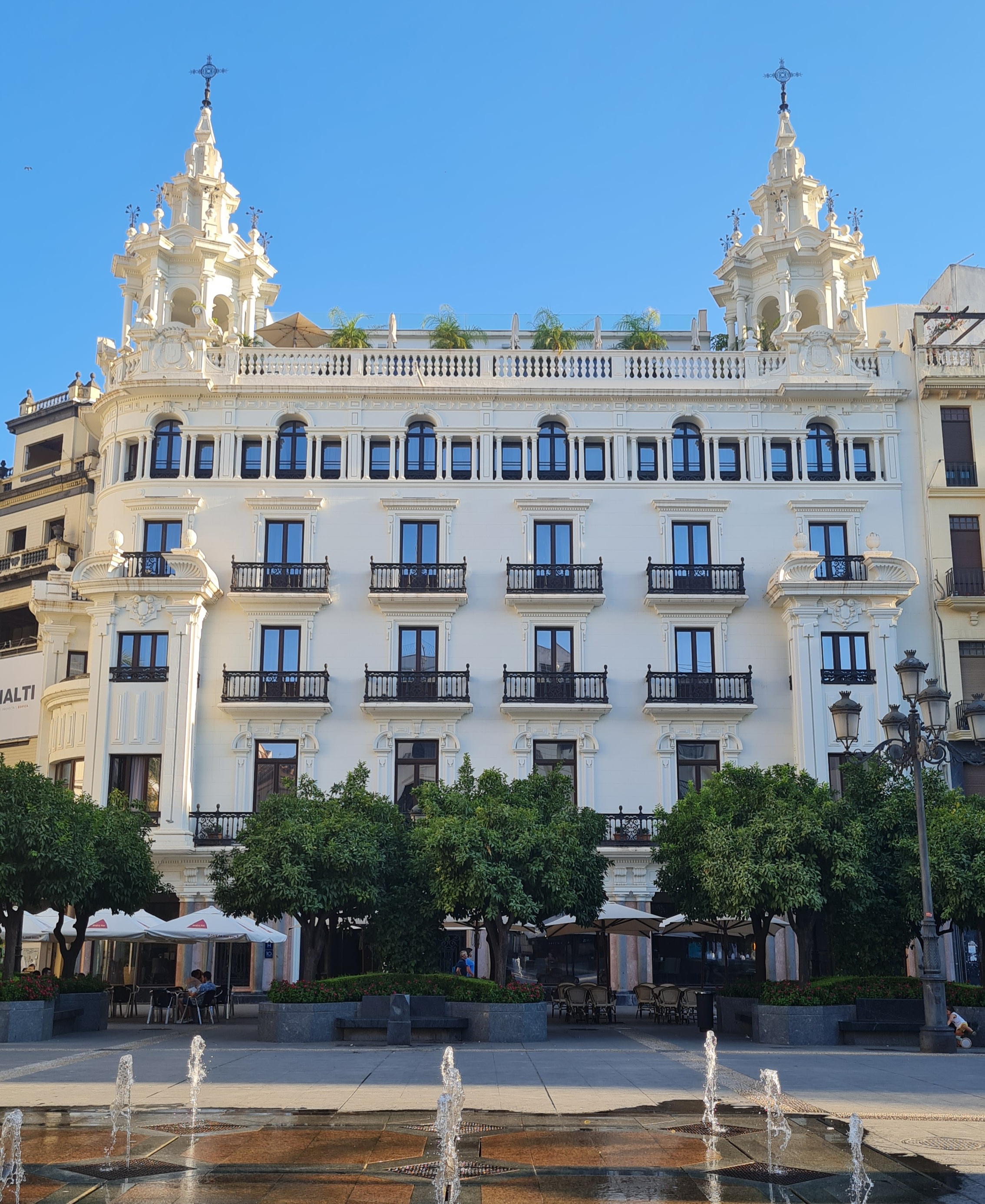
Casa Colomera (1928), en la plaza de las Tendillas (Córdoba).

Como urbanista, fue nombrado director de la Oficina del Ensanche, creada por el Ayuntamiento de Córdoba para desarrollar el anteproyecto de ensanche de la ciudad en 1921. Aunque el proyecto no se llevó a cabo, sí le cupo la responsabilidad de importantes intervenciones, especialmente la apertura de la plaza de las Tendillas (1925-27) y la urbanización de las calles adyacentes.
Pero su faceta más conocida fue la conservación y restauración de infinidad de monumentos histórico-artísticos, la mayor parte de ellos ubicados en la provincia de Córdoba. Entre algunos de estos monumentos se encuentra la rehabilitación del palacio de los Paéz de Castillejo o el alminar de San Juan, aunque de muy importante puede calificarse su participación en las obras de consolidación de la Mezquita-Catedral, fruto de las cuales publicó, entre otros trabajos, un excelente libro: El alminar de Abd al-Rahman III en la Mezquita Mayor de Córdoba (Granada, 1975).

#### Medina Azahara

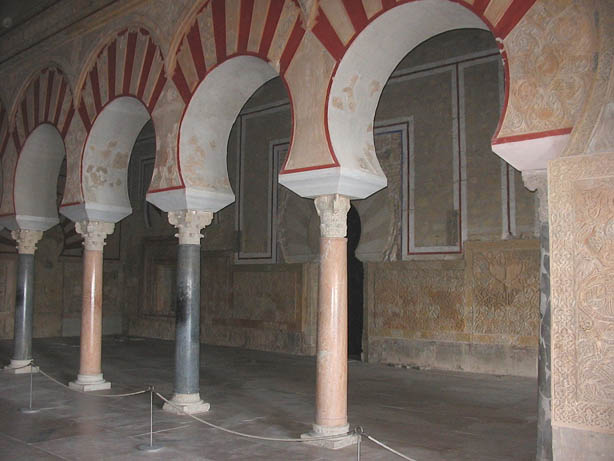
Salón Rico de Medina Azahara.

Sin embargo, su actuación principal hay que situarla en torno al yacimiento arqueológico de Medina Azahara, que le debe gran parte de lo que hoy exhibe, al que dedicó parte de su vida como excavador. Tras la muerte de Ricardo Velázquez Bosco en 1923, Hernández es nombrado director de las excavaciones, que llevará a cabo en dos fases, entre 1924 y 1936, y entre 1944 y 1975, año de su muerte. Por desgracia, no llegó a redactar personalmente la síntesis de su ingente y dilatada labor en la ciudad palatina, si bien a título póstumo sus notas fueron publicadas, ausentes de apoyo gráfico, bajo el título de Madinat al-Zahra. Arquitectura y decoración (Granada, 1985).

### Otras obras
Otras actuaciones suyas afectaron a la restauración de gran cantidad de monumentos, entre los que hay que reseñar, además de los ya señalados, el patio de los Naranjos de la Catedral de Sevilla.
Mucho menos divulgada ha sido su contribución a la historiografía de al-Ándalus mediante una serie de trabajos que hizo de geografía histórica de la España islámica, publicados en la revista Al-Andalus; en ellos nos revela no sólo una intensa labor de campo, sino también notables conocimientos textuales.

## Libros
- Gómez de Terreros Guardiola, Mª. Gracia. Félix Hernández Giménez (1889-1975). Granada, Universidad de Granada, 2020.
- Alminar de Abd-al-Rahman III en la Mezquita Mayor de Córdoba. (1975) Editorial Concepción Maestre ISBN 84-85133-05-6
- Madinat Al-Zahra (1985) Patronato de la Alhambra y Generalife ISBN 84-505-1472-X